# Helena Paparizou
Helena Paparizou (Έλενα Παπαρίζου), född 31 januari 1982 i Borås, Sverige, är en svensk-grekisk sångerska och fotomodell.
Paparizou är född och uppvuxen i Sverige, men för närvarande bosatt i Grekland.
Hennes karriär började 1999 med duon Antique, och sedan 2003 har hon satsat på sin solokarriär. Efter vinsten i Eurovision Song Contest 2005, där hon tävlade för Grekland, satsade hon på en europeisk karriär.

## Biografi

### Fotomodell
Paparizou har arbetat som fotomodell, bland annat för baddräktsmärket Panos Emporio som ägs av Panos Papadopoulos.

### Antique
År 1999 startade Paparizou och barndomsvännen Nikos Panagiotidis gruppen Antique. De fick snabbt skivkontrakt med Bonnier. Deras första singel, en version av Notis Sfakianakis sång "Opa Opa" väckte stor uppmärksamhet och sålde guld. De representerade Grekland i Eurovision Song Contest 2001, där de kom trea med låten "Die for you".

### Solokarriär
Efter framgångarna med Antiquegruppen 2003 bestämde sig Paparizou för att satsa på en solokarriär. Hon skrev skivkontrakt med Sony Music och i december 2003 släppte hon sin första solosingel "Anapantites Klisis" som sålde guld i Grekland.
I Eurovision Song Contest 2005 representerade hon Grekland för andra gången, denna gång med låten "My Number One" som vann hela tävlingen. Paparizou släppte sitt första soloalbum Protereotita i Grekland, och en version med låtarna på engelska släpptes kort därefter. Ett specialalbum med 16 spår släpptes även i Sverige med titeln "My Number One". Under sommaren och hösten 2005 turnerade hon i Nordamerika och Australien med den grekiska artisten Nikos Kourkoulis.
I slutet av 2005 spelade hon in sitt andra grekiska album och sitt första engelska. Det grekiska albumet Yparxei Logos släpptes i Grekland i april 2006. Albumet innehåller två skivor, den första med 14 nya låtar och den andra med några nya grekiska låtar och live-covers från en konsert i Grekland. Några av coverlåtarna hon sjöng som även finns på skivan är "Like a Prayer" och "Don't Speak". Skivan sålde fort guld.
Paparizou började 2005-2006 satsa på en mer internationell karriär med skivsläpp av singeln "Mambo" i bland annat Österrike, Polen, Turkiet, Spanien, Frankrike, England, Italien, Nederländerna, Belgien, Japan, Kina, Sydafrika och Australien. I augusti släppte hon sedan "My Number One" i USA och Kanada, där hon senare under året släppte "Mambo".
Elena Paparizou framförde även den officiella låten till EM i friidrott 2006, "Heroes". Låten klättrade upp på första platsen på den svenska försäljningstoppen bara några dagar efter releasen på invigningen för EM.
Den 27 augusti 2008 släpptes det officiella soundtracket till nya Arn-filmen "Arn – Riket vid vägens slut" där Elena framför två låtar, "Allt jag vill" med Eva Dahlgren som kompositör och "Genom krig och kärlek" med kompositörerna Niklas Strömstedt, Bobby Ljunggren och Anders Glenmark. Detta är första gången Paparizou sjunger på svenska på utgivet material. Tidigare har hon sjungit på engelska, grekiska, franska (Les temps de fleurs) och spanska (Papeles mojados) i vilken hon gjorde en duett med den spanska flamencogruppen Chambao.
Hon släppte tre nya låtar 2011. De är alla på engelska, "Baby it's over", "Love me crazy" och "Mr. Perfect".

### 2012–2017
Elena Paparizou sjöng låten "Popular" (cover på Eric Saades vinnarlåt 2011) under Melodifestivalens final 2012. Hon var även med och dansade i svenska dansprogrammet Let's Dance 2012 men röstades ut efter tre program.
I januari 2014 var Paparizou med i "Så ska det låta" för första gången. Hon var i samma lag som Anna Sahlin och vann mot Tobbe Trollkarl och Markoolio. I Melodifestivalen 2014 deltog Paparizou med bidraget "Survivor". I första deltävlingen gick den vidare till "andra chansen" där den senare tog sig vidare till finalen. I finalen slutade hon på fjärde plats med 84 poäng. Den 26 mars 2014 släppte Paparizou sitt tredje engelska album "One Life" innehållande singlarna "Save Me (This Is An SOS)" och "Survivor". I ett tv-program uttalade hon sig om Greklands situation och sa då att landet fått lida mycket av den ekonomiska krisen, vilket Paparizou tyckte var orättvist. 2015 gick Helena med på Diggiloos konsertturné i olika städer i Sverige. Parallellt släppte hon "Angel" på engelska och presenterade det på Nyhetsmorgon. 2016 bestämde hon sig för att göra en jazzshow med C. Malmberg och J. Malmsjo kallade "My Way". Senast aktiviteten i Sverige var "Haide" engelska versionen efter det att hennes kontrakt med Capitol upphörde.

### 2019: Antiques återförening
På grund av 20-årsjubileum för Antique beslutade Helena Paparizou och Nikos Panagiotidis att återförenas under endast en dag i en speciell konsert i Göteborg. Duogruppen sjöng låtarna "Opa Opa", "Mera Me Ti Mera", "Die For You" och "Dinata Dinata".

## Diskografi

### Album
- 2004 - Protereotita
- 2005 - My Number One
- 2006 - Iparhi Logos
- 2006 - The Game of Love
- 2008 - Vrisko To Logo Na Zo
- 2010 - Giro Apo T' Oneiro
- 2013 - Ti Ora Tha Vgoume?
- 2014 - One Life
- 2017 - Ouranio Toxo
- 2020 - Apohrosis

### Singlar
- 2003 - "Anapandites Kliseis"
- 2004 - "Treli Kardia"
- 2004 - "Andithesis"
- 2004 - "Katse Kala"
- 2004 - "Stin Kardia Mou Mono Thlipsi"
- 2005 - "My Number One"
- 2005 - "The Light in Our Soul"
- 2005 - "A Brighter Day"
- 2005 - "Mambo!"
- 2006 - "Iparhi Logos"
- 2006 - "Gigolo"
- 2006 - "Heroes"
- 2006 - "Αn Ihes Erthei Pio Noris"
- 2006 - "Teardrops"
- 2007 - "Mazi Sou"
- 2007 - "Min Fevgeis"
- 2007 - "Fos"
- 2007 - "To Fili Tis Zois"
- 2008 - "Porta Gia Ton Ourano"
- 2008 - "I Kardia Sou Petra"
- 2008 - "Pirotehnimata"
- 2009 - "Eisai I Foni"
- 2009 - "Tha 'Mai Allios"
- 2010 - "An Isouna Agapi"
- 2010 - "Psahno Tin Alitheia"
- 2010 - "Girna Me Sto Htes" [All Around The Dream Remix]
- 2011 - "Baby It's Over"
- 2011 - "Mr. Perfect"
- 2012 - "Popular"
- 2012 - "All The Time"
- 2013 - "Poso M' Aresei"
- 2013 - "Ena Lepto"
- 2013 - "Save Me (This Is an SOS)"
- 2013 - "Den Thelo Allon Iroa"
- 2014 - "Survivor"
- 2014 - "Don't Hold Back On Love"
- 2015 - "Otan Aggeli Klene"
- 2015 - "Angel"
- 2016 - "Misi Kardia"
- 2016 - "Fiesta"
- 2016 - "Fiesta" (English Version)
- 2016 - "You Are the Only One" duett med Sergey Lazarev
- 2016 - "Zoi Mou"
- 2016 - "Agkaliase Me"
- 2017 - "Haide"
- 2017 -  "Colour Your Dream"
- 2017 - "Haide" (English Version)
- 2017 - "An Me Deis Na Klaio" duett med Anastasios Rammos
- 2017 - "Etsi Ki Etsi"
- 2018 - "Totally Erased"
- 2018 - "Kati Skoteino"
- 2018 - "Hristoguenna Ksana"
- 2018 - "It Is Christmas"
- 2019 - "Askopia Ksenihtia"
- 2019 - "Kalokairi Kai Pathos"
- 2020 - "Etsi Ine I Fasi"  duett med Sakis Rouvas
- 2020 - "Mila Mou"